# El Sabino, El Arenal
El Sabino är en ort i Mexiko.   Den ligger i kommunen El Arenal och delstaten Hidalgo, i den sydöstra delen av landet, 90 km norr om huvudstaden Mexico City. El Sabino ligger 2 421 meter över havet och antalet invånare är 103.
Terrängen runt El Sabino är huvudsakligen kuperad, men åt sydost är den platt. Runt El Sabino är det ganska tätbefolkat, med 90 invånare per kvadratkilometer. Närmaste större samhälle är Pachuca de Soto, 15,3 km öster om El Sabino. Omgivningarna runt El Sabino är i huvudsak ett öppet busklandskap.